# Gaius Fundanius Fundulus (Konsul 243 v. Chr.)
Gaius Fundanius Fundulus war ein Plebejer und lebte im 3. Jahrhundert v. Chr. in Rom. Er stammte aus einer bis dahin nicht in Erscheinung getretenen Gens. Fundanius Fundulus führte im Jahr 248 v. Chr. das Amt eines Volkstribuns aus, wo er sich als Ankläger gegen Publius Claudius Pulcher stark hervortun konnte.  Zwei Jahre später trat er die Stelle eines plebejischen Ädils an, um dann schließlich im Jahr 243 v. Chr. das Consulat zu erreichen, wo er als Feldherr im Ersten Punischen Krieg die sizilische Stadt Eryx belagerte.

## Volkstribunat und der Prozess gegen P. Claudius Pulcher
Gaius Fundanius Fundulus profilierte sich als Volkstribun besonders, indem er vor den Zenturiatskomitien gegen den in der Schlacht von Drepana erfolglos agierenden Konsul des Vorjahres, Publius Claudius Pulcher, in einem Kapitalprozess die Anklage führte. Da ein Volkstribun nicht berechtigt war die Zenturiatskomitien einzuberufen, musste Fundanius Fundulus die Mithilfe eines Amtsträgers mit höchster Exekutivgewalt (magistratus cum imperio) in Anspruch nehmen.  Inwiefern der Tatbestand einer sakralen Verfehlung, nämlich das Ignorieren der negativ ausgefallenen Auspizien unmittelbar vor der Schlacht, Anlass der Klage war, ist nach Auffassung der modernen Forschung als nicht gesichert anzusehen. So könnte Claudius wohl vor allem wegen seiner verantwortungslosen, staatsschädigenden Kriegs- und Amtsführung, die ihm als perduellio angelastet wurde, zur Verantwortung gezogen worden sein.
Im Jahr 249 v. Chr. hatte Claudius die strategische Aufgabe, frische Truppenkontingente an die karthagische Stadt Lilybaion auf Sizilien heranzubringen, um die im Vorjahr begonnene Belagerung aufrechtzuerhalten. Sein Amtskollege Lucius Iunius Pullus war währenddessen mit der Aufstellung einer Flotte zur Fortsetzung der Seekriegsführung um Lilybaion betraut. Entgegen ursprünglicher Zielsetzungen und Absprachen rüstete Claudius eine eigene Flottille auf, um damit in einem Überraschungsangriff die karthagische Festung bei Drepana einzunehmen. Von diesem Stützpunkt aus war es den Karthagern erfolgreich gelungen, ihre Besatzungen in Lilybaion dauerhaft zu versorgen. Die eigenmächtige, ungenügend vorbereitete und dilettantisch ausgeführte Unternehmung endete mit einer totalen Niederlage der römischen Flotte. Claudius kehrte hierauf, entweder wegen des Fiaskos vom Senat dazu aufgefordert oder um die anstehenden Consulatswahlen vorzubereiten, nach Rom zurück. 
Zwischenzeitlich, während sich Claudius in Rom aufhielt, war die Vernichtung der Flotte von Iunius Pullus durch einen Sturm bekannt geworden. Diese weitere Katastrophe führte innerhalb der römischen Gesellschaft ständeübergreifend zu einem radikalen Umdenken bezüglich der bisherigen Seekriegsführung, die neben der immensen Kosten, zu einem deutlich spürbaren Bevölkerungsrückgang der römischen Bürgerschaft geführt hatte.  
Auf Drängen des Senats wurde Claudius angehalten, einen vermutlich vom Senat favorisierten Kandidaten zum Diktator zu ernennen, dem die weitere Staatsführung anvertraut werden sollte. Der brüskierte Konsul Claudius, dem damit die Möglichkeit einer militärischen Rehabilitierung abhandenkam, bestimmte als Ausweg seinen ihm persönlich verpflichteten Klienten, den Schreiber namens Marcus Claudius Glicia zum Diktator, der jedoch umgehend zum Verzicht gedrängt wurde. Nachdem Marcus Claudius Glicia abgedankt hatte, ernannte Claudius den Konsular Aulus Atilius Caiatinus zum Diktator.
Nach diesen Ereignissen, im Amtsjahr des initiierenden Anklägers Gaius Fundanius Fundulus, wurde das aus vier Rechtsstufen bestehende Perduellionsverfahren gegen Claudius eingeleitet. Aus der Quellenlage geht hervor, dass Fundanius die letzte Stufe (quarta accusatio) vor den einberufenden Zenturiatskomitien erreicht hatte. Daher kann von einem einvernehmlichen Vorgehen mit den Mehrheiten von Senat und Nobilität ausgegangen werden, da der Volkstribun ab dieser Instanz auf die Amtshilfe eines höheren Magistrats angewiesen war. Aufgrund eines starken Unwetters, das zur Auflösung der Versammlung führte und damit eine Verurteilung unmöglich machte, entging Claudius einer kapitalen Bestrafung. Das Wetterphänomen wurde dann zugunsten des Delinquenten, eventuell von sympathisierenden Amtsträgern als Formfehler (vitium) ausgelegt. Gaius Fundanius Fundulus konnte eine Wiederaufnahme des kapitalen Perduellionsverfahren nicht erreichen, da dies nun am Widerstand seiner Amtskollegen scheiterte. Das Verfahren wurde daher von Fundanius vor dem concilium plebis als Multprozess fortgesetzt, wo er die Aburteilung des Claudius zur Zahlung einer horrenden Geldstrafe bewirkte. Die veranschlagte Summe soll dem Wert der verlorenen Flotte entsprochen haben. Im Jahr 247 v. Chr. wurde als Konsequenz aus den militärischen Katastrophen, analog zu dem Beschluss aus dem Jahr 252 v. Chr., die Kriegsführung zur See endgültig aufgegeben.

## Ädilamt und der Prozess gegen Claudia Pulcher
Im Jahr 246 v. Chr. setzte Gaius Fundanius Fundulus seine Karriere, die vermutlich wegen des vorgenannten Ereignisses von einflussreichen Mäzenen gefördert wurde, als plebejischer Ädil fort. Hier ergriff er die Gelegenheit, die Erinnerung an seine Amtsausführung als Volkstribun, die den zwischenzeitlich aus dem Leben geschiedenen Publius Claudius Pulcher betrafen, aufrechtzuerhalten. Claudia, die Schwester von Claudius, hatte sich durch eine Volksmenge in ihrer Bewegungsfreiheit eingeschränkt gesehen und dadurch bedingt zu einer strafbewehrten Verbalinjurie hinreißen lassen. Claudia sprach öffentlich aus, dass sie eine weitere Seeniederlage wie die ihres Bruders herbeisehne, um die städtische Plebs zu dezimieren.  Hierauf wurde sie von den beiden plebejischen Ädilen Fundanius und Tiberius Sempronius Gracchus vor dem concilium plebis wohl wegen Beleidigung des römischen Volkes angeklagt und auf die Zahlung einer Mult in Höhe von 25.000 As verurteilt. Das eingezogene Geld wurde für den Bau eines Libertas-Tempel auf dem Aventin verwendet.

## Konsul und Feldherr
Gaius Fundanius Fundulus erreichte durch seine Popularität bereits im Jahr 243 v. Chr. zusammen mit Gaius Sulpicius Galus schließlich das angestrebte Consulat. In seinem Amtsjahr führte Fundulus in der zweiten Hälfte des Ersten Punischen Krieges die Kampfhandlungen auf dem Kriegsschauplatz Sizilien mit wechselnden Erfolgen und Rückschlägen gegen Hamilkar Barkas fort. 
Nach einer Niederlage gegen Fundanius erbat Hamilkar diesen um die Auslieferung der karthagischen Gefallenen. Das Ansinnen wurde von Fundanius zynisch mit dem Hinweis abgewiesen, dass der Feldherr lieber um den freien Abzug seiner Überlebenden bitten sollte. Nach einem folgenden Sieg des Karthagers erbat sich der unterlegene Konsul die gleiche Gunst, die er zuvor verweigert hatte. Hamilkar gewährte dem Fundanius jedoch die Bitte mit der Bemerkung, dass er gegen die Lebenden und nicht gegen die Toten Krieg führt.
Unter dem Oberbefehl des Konsuls gelang es letztlich nicht, die nordwestlich auf der Insel gelegene, umkämpfte Stadt Eryx und das umliegende Terrain unter römische Kontrolle zu bringen. 
Gaius Fundanius Fundulus konnte, begünstigt durch die Ereignisse um P. Claudius Pulcher und dessen Schwester Claudia, rasch in die römische Führungsschicht aufsteigen. Sein weiterer Werdegang und sein Todesdatum sind nicht bekannt.